# 미야시타 후미오
미야시타 후미오(宮下 富実夫, みやした　ふみお, 1949-2003)는 나가노시에서 태어난 음악가, 음악치료사, 신시사이저 연주자였다. 개명 전의 한자는 '宮下文夫'

## 개요
65년경에 음악활동을 시작했다. 세계적으로 공연되던 뮤지컬 '헤어'에 출연한 이후 파 이스트 패밀리 밴드를 결성했다. 키타로 (음악가)도 함께했던 밴드로 미국 공연을 하거나 음반을 세계배급하는 등 적극적인 활동을 했다.
77년 미국으로 이주하여 공연을 하던 중 허리 부상 치료차 한의학에 빠져든다. 이후 불교, 오행론, 인도철학 등 각종 동양 철학을 배워 신서사이저를 이용한 음악치료를 시작한다.
귀국후 이즈나 코겐(飯綱高原)에 비파 스튜디오를 세우고 힐링뮤직 음반을 다수 발매한다. 케이블 채널을 통해 방송하기도 했다. 91년엔 영화 天河伝説殺人事件의 음악을 맡았다.
전국을 돌며 힐링 공연을 했다. 공연장은 이세 신궁, 가시하라 신궁 등 장소를 가리지 않았다. 테즈카 오사무의 애니메이션 불새 (만화)의 음악을 담당하기도 했다.
2003년 지병인 폐암으로 사망했다.
딸 미야시타 시즈(宮下ジェイミー静)는 배우로 활동하고 있다.

## 음반
- 瞑想　MEISOU　ビワレコード　BW-6600
- やすらぎ　YASURAGI　ビワレコード　BW-6602
- 誕生　TANJO　ビワレコード　BW-6603
- 火の鳥〈鳳凰編〉　ダブリューイーエー・ジャパン　CPC8-3019
- 火の鳥〈宇宙編〉　ポリドール　H33P-20226
- 火の鳥〈ヤマト編 〉　ポリドール　H33P-20174
- 天河伝説殺人事件　ポニーキャニオン　PCCA-00231